# Ла Пайн (град, Орегон)
Ла Пайн (на английски: La Pine) е град в окръг Дъшутс, щата Орегон, САЩ. Ла Пайн е с население от 5799 жители (2000) и обща площ от 76 km². Намира се на 1291 m надморска височина. ЗИП кодът му е 97739, а телефонният му код е 541.